# Sierra de Cardeña y Montoro
Sierra de Cardeña y Montoro este o arie protejată (arie specială de conservare — SAC, sit de importanță comunitară — SCI, arie de protecție specială avifaunistică — SPA) din Spania întinsă pe o suprafață de 38.435,9 ha, integral pe uscat.

## Localizare
Centrul sitului Sierra de Cardeña y Montoro este situat la coordonatele 38°12′33″N 4°16′55″W / 38.2092°N 4.2819°V.

## Înființare
Situl Sierra de Cardeña y Montoro a fost declarat sit de importanță comunitară în decembrie 1997 pentru a proteja 1 specie de plante și 33 de specii de animale. Alte tipuri de protecție:
- arie de protecție specială avifaunistică (în octombrie 2002)[4]
- arie specială de conservare (în septembrie 2012)[3][5][6]

## Biodiversitate
Situată în ecoregiunea mediteraneană, aria protejată conține 20 de habitate naturale: Pseudostepă cu ierburi și specii anuale de Thero-Brachypodietea, Pajiști uscate europene, Fânețe de joasă altitudine (Alopecurus pratensis, Sanguisorba officinalis), Tufărișuri termo-mediteraneene și de pre-deșert, Iazuri temporare mediteraneene, Păduri de Quercus suber, Dehesas cu Quercus spp. perene, Lacuri eutrofice naturale cu vegetație de tip Magnopotamion sau Hydrocharition, Păduri termofile cu Fraxinus angustifolia, Păduri aluvionare cu Alnus glutinosa și Fraxinus excelsior (Alno-Padion, Alnion incanae, Salicion albae), Galerii de Salix alba și de Populus alba, Pante stâncoase calcaroase cu vegetație casmofită, Păduri de stejar galițio-portugheze cu Quercus robur și Quercus pyrenaica, Galerii și tufărișuri riverane sudice (Nerio-Tamaricetea și Securinegion tinctoriae), Păduri iberice de Quercus faginea și Quercus canariensis, Roci stâncoase cu vegetație pionieră de Sedo-Scleranthion sau Sedo albi-Veronicion dillenii, Păduri de Quercus ilex și Quercus rotundifolia, Pajiști umede mediteraneene cu ierburi înalte de Molinio-Holoschoenion, Pante stâncoase silicioase cu vegetație casmofită, Cursuri de apă de la nivel de câmpie la nivel montan, cu vegetație Ranunculion fluitantis și Callitricho-Batrachion.
La baza desemnării sitului se află mai multe specii protejate:
- plante (1): Silene mariana
- păsări (21): pescăruș albastru (Alcedo atthis), rață mare (Anas platyrhynchos), Aquila adalberti, acvilă de munte (Aquila chrysaetos), stârc cenușiu (Ardea cinerea), buha (Bubo bubo), Bubulcus ibis, caprimulg (Caprimulgus europaeus), barză albă (Ciconia ciconia), barză neagră (Ciconia nigra), șerpar (Circaetus gallicus), vulturul pleșuv sur (Gyps fulvus), acvilă pitică (Hieraaetus pennatus), pescăruș negricios (Larus fuscus), ciocârlie de bărăgan (Melanocorypha calandra), gaia neagră (Milvus migrans), gaia roșie (Milvus milvus), viespar (Pernis apivorus), cormoran mare (Phalacrocorax carbo carbo), corcodel mic (Tachybaptus ruficollis), nagâț (Vanellus vanellus)
- amfibieni (1): Discoglossus galganoi
- mamifere (7): vidră de râu (Lutra lutra), râs iberic (Lynx pardinus), liliac cu aripi lungi (Miniopterus schreibersii), liliac cu urechi de șoarece (Myotis blythii), liliac cărămiziu (Myotis emarginatus), liliacul mediteranean cu potcoavă (Rhinolophus euryale), liliacul mare cu potcoavă (Rhinolophus ferrumequinum)
- pești (3): Cobitis paludica, Pseudochondrostoma willkommii, Squalius alburnoides
- reptile (1): Mauremys leprosa

Pe lângă speciile protejate, pe teritoriul sitului au mai fost identificate 24 de specii de plante, 3 specii de amfibieni, 1 specie de nevertebrate, 2 specii de pești, 3 specii de reptile.